# Цикоу
Цикоу (кит. упр. 歧口, пиньинь qíkǒu) — деревня, расположенная в юго-восточной части провинции Хэбэй (Китай) на берегу Бохайского залива. Находится под управлением города Цанчжоу.

## Транспорт
- Китайская нациольная дорога 307
- Шоссе провинции Хэбэй 364
- Шоссе Джинки